# Phare de Kerbel
Le phare de Kerbel est un ancien phare situé dans le Morbihan, à Riantec en France. Il est mis en service en 1913 afin de remplacer le phare de Poulfanc situé à proximité.

## Histoire
L'alignement de la passe ouest donnant accès à la rade de Lorient est défini, depuis le milieu du XVIIe siècle, par l'extrémité du bastion du Papegaut à Port-Louis, et l'un des deux moulins à vent de Boisanger à Riantec. En 1853, la construction de la tour à feu de Poulfanc  en remplacement du moulin à vent, et du feu du Lohic, permettent la navigation nocturne. 
Le phare de Poulfanc ayant été jugé trop bas en 1910, le phare de Kerbel, implanté à 440 mètres à l'ouest, entre les 2 moulins en ruines, le remplace en 1913.  
Le phare de Kerbel a principalement été sous la responsabilité d'Honorine le Guen (1902 - 1990) qui a pris ses fonctions en 1925 à l'âge de 23 ans. La lanterne était éclairée à la vapeur de pétrole, aussi la gardienne devait monter quotidiennement, au sommet de la tour, 2 bidons de 8 litres d'huile de pétrole. Elle le fera jusqu’en 1932, date d’électrification de la lanterne, mais son rôle de gardienne ne s’achèvera qu’en 1972, à sa retraite. 
Le chenal ayant été approfondi et l'alignement changé, le phare est désaffecté en 1989, puis mis en vente aux enchères, en 2003. Daniel Jégat l’acquiert et rénove la maison du gardien avant de concevoir le projet  d’installer un studio au sommet de la tour. Il devra pour cela, descendre la lanterne en béton armé, pesant 6 tonnes, et monter, en 2007, une structure de 20 m2 préalablement assemblée. Il louera ces gîtes originaux (phare et maison du gardien), jusqu'en 2018, avant de passer le relais à de nouveaux propriétaires.

## Détails

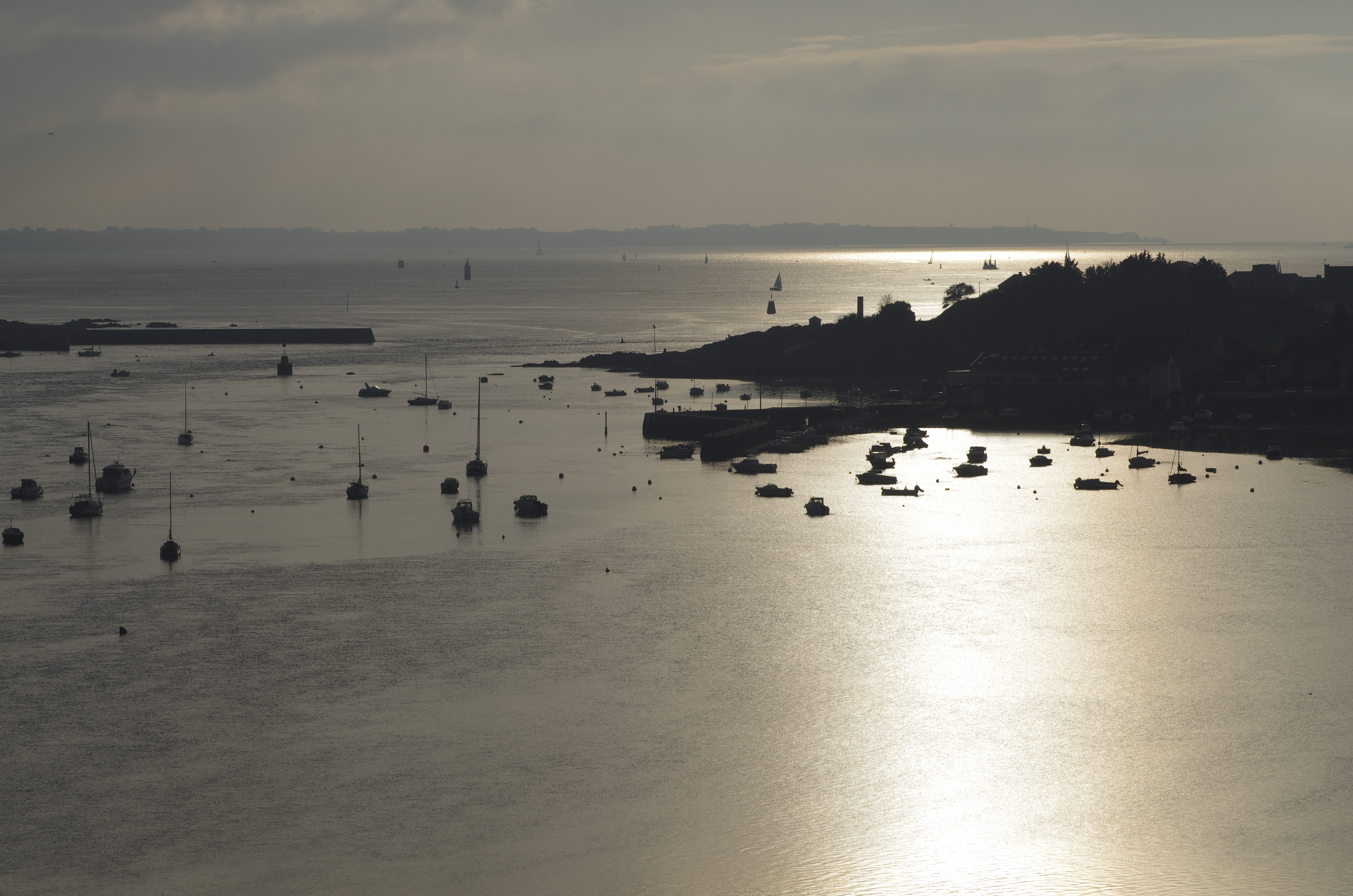
Vue du haut du phare sur Port Louis

Le phare, propriété privée, fait 30 mètres de haut ; il faut gravir 126 marches pour parvenir à son sommet. Comme expliqué ci-dessus, la partie supérieure n'est pas d'origine. La lanterne a été conservée sur la propriété et aménagée en sauna. À côté de la maison du gardien, le local de la « chambre à huile » a été transformé en chambre.